# Allium guicciardii
Allium guicciardii là một loài thực vật có hoa trong họ Amaryllidaceae. Loài này được Heldr. mô tả khoa học đầu tiên năm 1876.